# بوكيمون سوبر مايستري دونغون
بوكيمون سوبر مايستري دونغون (بالإنجليزية: Pokémon Super Mystery Dungeon)‏ (باليابانية: ポケモン超不思議のダンジョン) (نطق ياباني:Pokémon Chō Fushigi no Danjon)، هي لعبة فيديو من تطوير ستوديو سبايك شونسوفت اليابانية، ومن نشر ذا بوكيمون كومباني، صدرت في الأسواق سنة 2015 والتي تعمل على منصة نينتندو 3دي إس المحمولة.

## المواقع الخارجية
- الموقع الرسمي
 (بالانكليزية)
- الموقع الرسمي